# Мечеть Зал Махмуд-паши
Мечеть Зал Махмуд-паши (тур. Zal Mahmut Paşa Camii) — мечеть, построенная в конце XVI века по заказу визиря Зал Махмуд-паши и его жены Шах Султан.

## Строительство
Мечеть строилась с 1574 по 1580 год по проекту знаменитого архитектора Синана. Заказчиком строительства был один из визирей Сулеймана Великолепного — Зал Махмуд-паша, который был женат на его внучке Шах-султан и которого современники считали участником казни шехзаде Мустафы.
По своему плану мечеть напоминает другое произведение Синана — однокупольную мечеть Михримах в Эдирнекапы, но в отличие от неё крыши верхних внутренних галерей мечети Зал Махмуда достигают барабана купола. В южную стену мечети врезан украшенный узорными изразцами михраб; справа от него расположен минбар из резного мрамора. В состав комплекса мечети входит внутренний двор, шадырван, тенистый садик, маленькое кладбище, тюрбе и два медресе. В тюрбе (мавзолее) похоронен Зал Махмуд-паша.